# Svastra friesei
Svastra friesei là một loài Hymenoptera trong họ Apidae. Loài này được LaBerge mô tả khoa học năm 1958.